# Гарань, Алексей Фёдорович
Алексей Фёдорович Гарань (1914—1969) — красноармеец Рабоче-крестьянской Красной армии, участник Великой Отечественной войны, Герой Советского Союза (1944).

## Биография
Алексей Гарань родился в 1914 году в селе Млиев (ныне — Городищенский район Черкасской области Украины), в крестьянской семье, украинец. Окончил начальную школу. В 1928 году вместе с семьёй переехал в Донбасс, работал сигналистом на шахте, коногоном, помощником машиниста врубовой машины, десятником. В 1939 году вместе с женой переехал в одно из сёл, работал в колхозе. В 1941 году Гарань был призван на службу в Рабоче-крестьянскую Красную Армию. Служил заряжающим орудия в артиллерийском полку. В октябре 1941 года дивизион, в котором Гарань служил, был разгромлен в брянских лесах. Вернулся в своё село. После освобождения в феврале 1944 года Гарань вновь ушёл на фронт. Принимал участие в освобождении Украинской ССР, был стрелком 936-го стрелкового полка 254-й стрелковой дивизии 52-й армии 2-го Украинского фронта. Отличился во время освобождения Черкасской области.
5 марта 1944 года в ходе наступления в районе села Кобыляки Звенигородского района Гарань одним из первых ворвался во вражескую траншею и подорвал блиндаж, где находились 2 офицера и 15 солдат противника. 28 марта он первым в своём подразделении переправился через реку Прут к северу от румынского города Яссы и гранатой уничтожил вражескую пулемётную точку. 31 марта во время боя за село Кырпици (ныне — Виктория) он скрытно пробрался в расположение противника и автоматным огнём уничтожил около 70 солдат и офицеров.
Указом Президиума Верховного Совета СССР от 13 сентября 1944 года за «мужество, отвагу и героизм, проявленные в борьбе с немецкими захватчиками» красноармеец Алексей Гарань был удостоен высокого звания Героя Советского Союза с вручением ордена Ленина и медали «Золотая Звезда» за номером 7422.
Во время одного из последующих боёв Гарань получил тяжёлое ранение и после излечения был демобилизован. Проживал и работал в родном селе. Скончался 8 декабря 1969 года.
Был также награждён рядом медалей.